# Gália (São Paulo)
Gália é um município brasileiro do estado de São Paulo. Sua população estimada pelo IBGE em 2024 era de 6.435 habitantes.

## História
Fundada em 14 de abril de 1928, o povoamento da região onde hoje o município se localiza teve início em 1906, quando o primeiro engenho de cana-de-açúcar foi instalado por Bernardo José dos Santos e sua família, precisamente nas terras localizadas entre as nascentes do rio Feio e do Peixe.
Logo em seguida, os coronéis Galdino Manoel Ribeiro, Pedro Alves Pacheco e Eduardo de Souza Porto, além de Manoel Laureano Ribeiro, entre outros, iniciaram um povoado às margens do Ribeirão das Antas, dividindo os primeiros lotes e fazendo o traçado das ruas. Em 25 de março de 1925 foi fundado o povoado de São José das Antas, pelo Cel. Galdino Manoel Ribeiro.
Com a chegada da estrada de ferro pertencente à Companhia Paulista de Estradas de Ferro, foi instalada uma estação denominada Gallia, em homenagem ao antigo nome do território francês. Em setembro de 1926, passou a ser distrito do município de Duartina com a denominação de Anta.
Em 20 de Dezembro de 1927, foi desmembrada de Duartina, passando a se chamar Gallia, e em 14 de Abril de 1928 foi oficialmente constituído Distrito Sede. Não se sabe ao certo quando a denominação de "Gallia" mudou para "Gália"; muito provavelmente, no acordo ortográfico.
Além do distrito homônimo, o município de Gália era composto também pelo distrito de Fernão (anteriormente chamado de Fernão Dias) até 1995, quando este se desmembrou, passando a constituir Distrito Sede do recém emancipado município de Fernão.

## Demografia

### População
| Crescimento populacional                             | Crescimento populacional | Crescimento populacional | Crescimento populacional |
| Ano                                                  | População Total          |                          | %±                       |
| ---------------------------------------------------- | ------------------------ | ------------------------ | ------------------------ |
| 1934                                                 | 10 993                   |                          | —                        |
| 1937                                                 | 11 753                   |                          | 6,9%                     |
| 1940                                                 | 18 232                   |                          | 55,1%                    |
| 1946                                                 | 21 638                   |                          | 18,7%                    |
| 1950                                                 | 18 151                   |                          | −16,1%                   |
| 1958                                                 | 17 628                   |                          | −2,9%                    |
| 1960                                                 | 16 259                   |                          | −7,8%                    |
| 1970                                                 | 12 628                   |                          | −22,3%                   |
| 1980                                                 | 11 793                   |                          | −6,6%                    |
| 1991                                                 | 10 497                   |                          | −11,0%                   |
| 2000                                                 | 7 853                    |                          | −25,2%                   |
| 2010                                                 | 7 011                    |                          | −10,7%                   |
| 2022                                                 | 6 380                    |                          | −9,0%                    |
| Est. 2024                                            | 6 435                    | [ 4 ]                    | 0,9%                     |
| Fontes: Censos Demográficos IBGE e Estimativas SEADE |                          |                          |                          |

## Geografia
Localiza-se a uma latitude 22º17'29" sul e a uma longitude 49º33'10" oeste, estando a uma altitude de 561 metros. Sua população estimada em 2022 era de 6.380 habitantes.
O relevo é suave ondulado com solo arenoso. Seu clima é subtropical úmido com temperatura média de 21 °C. A vegetação é predominantemente típica de florestas subtropicais com grandes matas e pequenas áreas de vegetação arbustiva, isto é, clareiras.
Faz divisa ao norte com Presidente Alves e Avaí, ao sul com Alvinlândia e Ubirajara, a leste com Duartina, Lucianópolis e Fernão, e a oeste com Garça.
Possui uma área de 355,914 km².

## Administração

### Administração vigente (2025/2028)
- Prefeito: José Silvino Zaniboni Junior (2025/2028);
- Vice-Prefeito: Mateus Antonio de Souza (2025/2028);
- Presidente da Câmara: Guilherme Ferrarezi Altran (2025);
- Vereadores:

1. Ana Priscila Nunes Cervelin (PSDB)
2. Antônio Carlos Pepinelle (PP)
3. Emerson Wander Cazzo (Republicanos)
4. Francisco Martins Saraiva (MDB)
5. Guilherme Ferrarezi Altran (PP)
6. José Augusto da Silva (Republicanos)
7. José Eduardo Sanavio (PL)
8. Ricardo Gonçalves Gutierrez (MDB)
9. Rinaldo Pinheiro de Carvalho (PSD)

### Lista dos prefeitos
| Lista de prefeitos de Gália (São Paulo) | Lista de prefeitos de Gália (São Paulo) |
| Nome                                    | Mandato                                 |
| --------------------------------------- | --------------------------------------- |
| Jorge Fray Junior                       | 14/04/1928 à 14/01/1929                 |
| Galdino Manoel Ribeiro                  | 15/01/1929 à 31/10/1930                 |
| Celso Coelho de Oliveira                | 01/11/1930 à 31/12/1930                 |
| Álvaro César Soares                     | 01/01/1931 à 31/03/1931                 |
| Og Pupo                                 | 01/04/1931 à 09/07/1932                 |
| Aracy César Soares                      | 09/07/1932 à 30/09/1932                 |
| Og Pupo                                 | 01/10/1932 à 24/10/1933                 |
| Aracy César Soares                      | 26/10/1933 à 22/05/1936                 |
| Aracy César Soares                      | 23/05/1936 à 28/07/1938                 |
| José Rodrigues de Miranda               | 28/07/1938 à 24/08/1942                 |
| Antônio Nora                            | 24/08/1942 à 27/03/1947                 |
| Durvalino Donda                         | 27/03/1947 à 08/05/1947                 |
| Almansor Pellegrini                     | 09/05/1947 à 31/12/1947                 |
| Custódio de Araújo Ribeiro              | 01/01/1948 à 31/12/1951                 |
| Antônio Nora                            | 01/01/1952 à 31/12/1955                 |
| Custódio de Araújo Ribeiro              | 01/01/1956 à 25/05/1959                 |
| João Ottonicar                          | 26/05/1959 à 31/12/1959                 |
| João Ferreira                           | 01/01/1960 à 31/12/1963                 |
| Romeu Scaramucci                        | 01/01/1964 à 31/01/1969                 |
| Oswaldo Ferreira                        | 01/02/1969 à 31/01/1973                 |
| Celso Bonini                            | 01/02/1973 à 31/01/1977                 |
| Shiger Yamasaki                         | 01/02/1977 à 31/01/1983                 |
| Aliato Sasso                            | 01/02/1983 à 31/12/1988                 |
| Newton Rodrigues Freire                 | 01/01/1989 à 31/12/1992                 |
| Ermano Piovesan                         | 01/01/1993 à 31/12/1996                 |
| Ari Carlos Beraldin                     | Prefeito Eleito                         |
| Sidrachi Pires de Almeida               | 01/01/1997 à 31/12/2000                 |
| Ermano Piovesan                         | 01/01/2001 à 31/12/2004                 |
| Ermano Piovesan                         | 01/01/2005 à 31/12/2008                 |
| Renato Inácio Gonçalves                 | 01/01/2009 à 31/12/2012                 |
| Newton Rodrigues Freire                 | 01/01/2013 à 31/12/2016                 |
| Renato Inácio Gonçalves                 | 01/01/2017 à 31/12/2020                 |
| Renato Inácio Gonçalves                 | 01/01/2021 à 31/12/2024                 |
| José Silvino Zaniboni Junior            | 01/01/2025 à atualidade                 |

## Religião
O Cristianismo se faz presente na cidade da seguinte forma:

### Igreja Católica
A população do Município de Gália é de maioria Católica - 3 034 pessoas segundo o Censo de 2022.
No Município existe a Paróquia São José de Gália, que abrange Gália e o município vizinho de Fernão. Criada em 19 de setembro de 1926 por Decreto Episcopal do então Bispo de Botucatu, Carlos Duarte Costa, tem como atual pároco o Padre Márcio José Cattache.
Na Paróquia, existem as seguintes igrejas:
- Igreja Matriz de São José (Centro);
- Capela São Benedito (Vila São Benedito);
- Capela São José (Cemitério);
- Capela Santa Terezinha (Vila Santa Terezinha);
- Capela São Vicente (Hospital);
- Vila Vicentina (Gália);
- Capela Nossa Senhora Aparecida (Fernão);
- Capela Sagrada Família (Fernão);
- Capela São Paulo Apóstolo (Fernão).

Também existem as seguintes capelas, atualmente desativadas:
- Capela São Carlos (Rural);
- Capela São João do Tibiriçá (Companhia Inglesa);
- Capela Santa Rita de Cássia (Assentamento);
- Capela São Sebastião (Rural);
- Capela Nossa Senhora Aparecida (Trevo de Fernão).

A Paróquia pertencente à Diocese de Bauru, que tem como bispo Dom Frei Rubens Sevilha, OCD.

### Igrejas Evangélicas
- Assembleia de Deus Ministério do Belém.[15][16]
- Congregação Cristã no Brasil.[17]

## Meio Ambiente

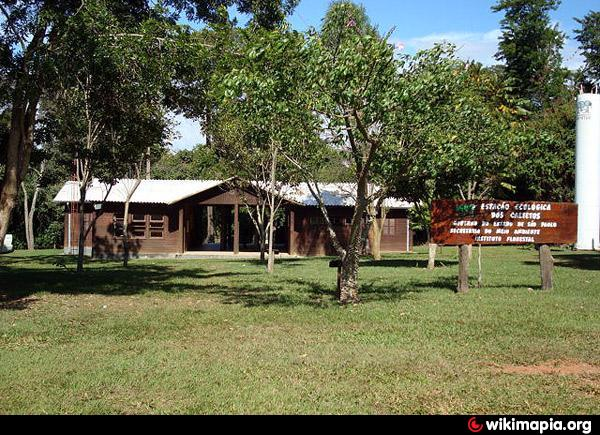
Estação Ecológica Caetetus

A Estação Ecológica dos Caetetus é uma Unidade de Conservação sob a administração do Governo do Estado de São Paulo, através da Secretaria do Ambiente - Instituto Florestal. Localizada entre os Municípios de Gália e Alvinlândia, cuja criação se deu através do Decreto 26.718 de 02/06/1987, é considerada a segunda maior reserva do Estado de São Paulo.
A unidade conta com uma área total de 2.178,86 hectares de Floresta Estacional Semidecidual (Mata Atlântica de Interior) protegidos por lei, de acordo com o SNUC – Sistema Nacional de Unidades de Conservação da Natureza (Lei 9.985/00). Por isso, o acesso à área é permitido apenas com objetivos de educação ambiental e pesquisas científicas, sempre com visitas monitoradas e previamente autorizadas pela administração da unidade.
A Estação Caetetus protege o ecossistema da mata atlântica, abrigando espécies da fauna como o mico-leão–preto, a onça parda, o cateto, o queixada, dentre outros. A biodiversidade existente é ampla: são encontradas centenas de espécies de passeriformes, dentre eles sabiás, azulões, canários da terra, maritacas, papagaios, tucanos, aves de rapina, gaviões, corujas, além de mamíferos como a anta, capivara, pacas, cutias, animais carnívoros como a onça parda, cachorro e gato do mato, e dentre os primatas, o mico-leão-de-cara-preta, saguis, entre tantos outros de inestimável valor para a sustentabilidade.
Na floresta da unidade, encontram-se árvores com mais de 30 metros de altura, de espécies como o jequitibá-branco, a cabreúva, a peroba, o jatobá, o guaritá, o cedro, o pau-marfim etc. Dentro da Estação, existem algumas quedas d’águas, mas, para não colocar em risco o ecossistema, que nessas áreas é muito frágil, esses locais não são acessíveis aos visitantes.
O local possui infraestrutura muito agradável para se conhecer, dispondo de museu, local para exposições e palestras, trilhas no interior da mata, cachoeiras e lagos naturais e contato direto com a natureza e os animais no seu estado selvagem, além de hospedaria que acomoda grupos de estudantes e pesquisadores.

## Infraestrutura

### Comunicações
O sistema de telefones automáticos foi inaugurado na cidade em 1981 pela Telecomunicações de São Paulo (TELESP), que também implantou o sistema de discagem direta à distância (DDD) em 1981 com o código de área (0142). Anteriormente a cidade era atendida pela Companhia Telefônica Brasileira (CTB).
Na década de 90 o código DDD da cidade foi alterado para (014), para padronização do sistema telefônico com a telefonia celular que estava sendo implantada em todo o estado.

## Economia
1. Ciclo do café
O primeiro ciclo econômico que motivou a chegada de muitas famílias ao território galiense foi caracterizado pela produção de café. Destaca-se, nesta época, o empreendimento agrícola que é até hoje conhecido como Companhia inglesa. Segundo o relato de Hamilton Carvalho, ex-morador da fazenda dos ingleses:
"Em 1924, um grupo de investidores ingleses criou uma companhia em Londres com o objetivo de implantar um empreendimento agrícola no Brasil. A empresa recebeu a denominação legal de “BRASIL WARRANT”.
Seguido ao relato de Armando Yoshinaga filho de Hisahiko e irmão de Fusae Yoshinaga, "É importante também mencionar como a família Yoshinaga ajudou a crescer Gália, com a Companhia Inglesa, pois tiveram bons comércios na décadas de 30 a 40. O senhor Hisahiko Yoshinaga era comerciante na cidade de Gália em frente a igreja, que o estabelecimento era chamado Casa Tateichi. Eles tiveram bons empreendimentos com Companhia Inglesa.
Na época, no Brasil, o café era rei. Assim, a cultura de escolha seria uma fazenda de café. A empresa brasileira, subsidiaria da Brasil Warrant, foi denominada “Companhia Agrícola do Rio Tibiriçá”, pois a área escolhida para sua implantação, no município de Gália, SP, era perto das nascentes do rio Tibiriçá.  A fazenda foi denominada SÃO JOÃO DO RIO TIBIRIÇÁ, mas era também conhecida pelo nome de “INGLESA”, ou “FAZENDA DOS INGLESES” ou “AGRÍCOLA” devido à sua origem e ao seu nome legal.
Sob qualquer ponto de vista, a Fazenda era um portento. Era uma vila, quase uma cidade, chegou a ter 3.000 residentes e, mesmo hoje, 50 anos depois, teria mais habitantes que 40 municípios atuais do Estado de São Paulo.
A Fazenda tinha uma área de 2.500 alqueires, isto é, 6.250 hectares e três milhões de pés de café. Além disso, era uma grande produtora de algodão.  Produzia sementes selecionadas de algodão e milho em convênio com a Secretaria de Agricultura do Estado de São Paulo. Era também um empreendimento industrial, pois chegou a ter fábrica de fio de seda, fábrica de pinga, fábrica de cal, serraria, fábrica de farinha de mandioca e moinho de milho para a produção de fubá. Dispunha de caminhões e maquinário agrícola o mais moderno da época, inclusive contratava aviões tipo teco-teco para pulverização de inseticida nas lavouras de café. Na estação ferroviária de Gália dispunha de um desvio com terminal próprio para embarque de café, sem interferir no tráfego ferroviário normal. Embarcava por ano, diretamente para o exterior, cerca de 50.000 sacas de café, trabalho executado pelos escritórios da Brasil Warrant em Santos.  O café era beneficiado (retirado da casca) nas instalações da própria Fazenda.
Aquilo foi um terremoto na vida das famílias, pois a maioria já estava na Fazenda há anos. Consta que os ingleses ficaram descontentes com uma lei editada no governo do presidente Getúlio Vargas que estabelecia limites na remessa de lucros de companhias estrangeiras para suas matrizes no exterior. Decidiram, portanto, que o negócio não era mais viável e venderam a BRASIL WARRANT para o grupo Moreira Salles. Como a BRASIL WARRANT era a proprietária legal da fazenda, o grupo Moreira Salles passou a ser o novo proprietário.
Acontece que, o Sr. João Moreira Salles [pai do banqueiro Walther Moreira Salles], presidente do grupo, não se interessou pela fazenda e a vendeu para a CAIC – Companhia de Agricultura, Imigração e Colonização (CAIC), empresa paulista subsidiária da Companhia Paulista de Estradas de Ferro, cujo objetivo era o loteamento em propriedades menores, que poderiam com aumento de produtividade, proporcionar aumento de carga a ser transportada em seus trens.
A CAIC, como era sua função, decidiu encerrar o empreendimento e dividir a Fazenda em lotes. Todos os funcionários foram demitidos, com todos os direitos trabalhistas rigorosamente cumpridos.  E todos começaram a procuram uma alternativa para suas vidas.
Diariamente partiam caminhões com as mudanças. Um tempo se encerrava e outro começava. Hoje, a Fazenda ainda existe na memória dos que lá viveram, e já são  poucos. A maioria dos lotes criados pela CAIC, salvo algumas alterações, permanecem em suas confrontações originais. A CAIC juntamente com a Companhia Paulista de Estradas de Ferro empresas modelo, lamentavelmente foram desapropriadas pelo governo do Estado de São Paulo, na gestão do governador Carvalho Pinto. Fica esta memória."
2. Ciclo da seda
Com a derrocada do café no estado de São Paulo, muitas cidades que dependiam economicamente de sua produção definharam. Em busca de outro cenário que guiasse seu desenvolvimento, os cidadãos de Gália, acolheram, com todas as esperanças por um futuro próspero, a chegada do “Bicho da Seda”. A seda para a cidade de Gália foi muito importante. Graças a uma pequena larva, o município conseguiu manter o ritmos de sua economia.
O início da criação do Bicho da Seda em Gália aconteceu por volta de 1960. O pioneiro a trazê-la para o município de Gália, descobrindo que este seria um grande investimento, foi o Sr. Luciano Rivaben. Este personagem teve ao seu favor uma região que era propicia para criação, manutenção e propagação desse tipo de produção, já que existe todo um processo minucioso, que precisa ser respeitado para podermos chegar ao fio da seda.
No período de 1968 a 1973, o Brasil passava por um momento favorável de sua economia, denominado de “Milagre Econômico Brasileiro” (veloso et al., 2008). As empresas voltadas à exportação, entre elas as fiações de seda, foram beneficiadas em função de fatores como: políticas monetárias e de crédito expansionistas, incentivos à exportação e um quadro de grande expansão da  economia internacional. As exportações de fio de seda brasileiras, a partir de 1971, tiveram aumento significativo, refletindo a expansão industrial ocorrida no setor sericícola (murayama, 1983). Em 28 de setembro de 1971, por decreto do governador Laudo Natel, foi atribuída à Companhia Agrícola Imobiliária  e  Colonizadora  (C.A.I.C)  a administração de uma gleba de terras (fazenda São Vicente), situada em Gália, com o fim específico de ser colonizada e loteada, para a exploração sericícola. Esta fase de progresso econômico durou até a Crise Internacional do Petróleo, que se deu a partir de 1973. Com o agravamento da situação ocorreu a paralisação da exportação de fios de seda para o Japão, surgindo assim, nova crise sericícola nacional. A exportação brasileira de fios de seda, que em 1973 atingiu um pico de 24 mil toneladas, sofreu uma redução de 32%, passando a 16,3 mil toneladas em 1974.
Após a crise de 1973, a Sericicultura brasileira teve grande desenvolvimento em função de fatores como: entrada de investimentos de novas empresas de capital japonês no país, níveis recordes de preços do fio de seda no mercado internacional, transformação  do Japão, de país produtor em comprador e a expansão da atividade para novos estados.
Em  30  de  dezembro  de  1975,  no  governo  de Paulo Egydio Martins, a  Secretaria  de Estado dos Negócios da Agricultura passa por um processo  de  organização  (Decreto  nº  11.138,  de 03/02/1978). As pesquisas na área de sericicultura ficaram  distribuídas  no  Posto  de  Sericicultura  de Gália (Artigo 39 – XVIII), no Posto Experimental de Limeira (Artigo 39 – XX) e na Seção de Sericicultura, com setor de tecnologia de seda, em Nova Odessa (Artigo  3 9  –  VIII).  As  unidades  mantiveram-se vinculadas  à  Divisão  de  Zootecnia  Diversificada (Artigo 42), do Instituto de Zootecnia.
Entre as décadas de 1970 e 1980, o Brasil contava com    dez    empresas    compradoras    de    casulos, instaladas  principalmente  em  São  Paulo,  sendo essas:  Fiação  de  Seda  Bratac  S/A  –  Bastos,  SP; Sedas  Shoei  Bratac  S/A  –  São  José  do  Rio  Preto, SP; Kobes do Brasil Ind. Com. Ltda – Marília, SP; Gunsan Fiação de Seda Ltda – Duartina, SP; Fiação e Tecelagem Linense – Lins, SP, Indústria de Seda Rivaben S/A – Charqueada, SP; Pabreu Com. Ind. de Tec. Finos – Itatiba, SP; Cocamar – Cooperativa de   Cafeicultores   e   Agropecuaristas   de   Maringá Ltda. - Maringá, PR; Kanebo Silk do Brasil – Cornélio Procópio,  PR;  Minasilk  Ind.  Têxteis  –  Patrocínio, MG (okino et al., 1982).
Para  determinados  municípios  do  estado  de São   Paulo,   localizados   na   região   centro   oeste, a  sericicultura  se  tornou  a  principal  atividade econômica.  Sua  importância  se  consolidou  em virtude  de  fatores  como:  ser  a  seda  um  produto basicamente  voltado  ao  mercado  externo,  o  que atraiu empresas de nível internacional e, portanto, geradoras de divisas; apresentar como característica o uso intensivo da mão-de-obra  familiar, fixando o  homem  ao  campo  e,  principalmente,  por  ser uma  atividade  agroindustrial,  gerando  empregos tanto  urbanos  quanto  rurais,  com consequente fortalecimento do comércio e da economia regional como um todo. Cidades como Duartina, “Capital da Seda” e Gália, “Princesinha da Seda”, despontaram como centros produtores de seda, atingindo o auge entre as décadas de 1970 e 1990. Nesses municípios, além da presença das grandes fiações, se instalaram empresas  de  pequeno  e  médio  porte,  voltadas principalmente para o mercado interno, tais como: Indústria de Seda Rivaben S/A e Beraldin Sedas Indústria e Comércio Ltda. em Gália e Fiação e Torção Soseda S/A em Duartina.
Em 1988, no governo de Orestes Quércia, ocorre o  fechamento  do  Posto  Experimental  de  Limeira e,  no  ano seguinte,  o  Posto  de  Sericicultura  de Gália  é  transformado,  em  caráter  temporário, no  Centro  Estadual  de  Pesquisa  Aplicada  em Sericicultura (Decreto nº 29.758, de 17/04/1989). O local se manteve vinculado à Divisão de Zootecnia Diversificada  do  Instituto  de  Zootecnia,  ficando com  a  responsabilidade  exclusiva  dos  setores  de pesquisa com amoreira, bicho-da-seda e tecnologia da seda.
A partir da década de 1990 ocorreu forte queda dos preços internacionais da seda, levando a um novo quadro de crise na sericicultura nacional. Outro fato relevante foi o Plano Real (1994), especialmente nos quatro primeiros anos, com a sobrevalorização do câmbio, como pilar de sustentação da estabilidade econômica.  Houve,  na  época,  grande  dificuldade do setor sericícola frente ao mercado externo, pelo desestímulo à exportação, provocado pela taxa de câmbio sobrevalorizada (Projeto seda, 2000).
Em 15 de abril de 1998, no governo de Mário Covas, ocorre nova reorganização dos institutos de pesquisa do estado de São Paulo (Decreto nº 43.037). Por  esse  decreto,  o  Centro  Estadual  de  Pesquisa Aplicada  em  Sericicultura  (CEPAS)  passa  a  ser denominado  Estação  Experimental  de  Zootecnia de Gália (EEZ/Gália), estando vinculado ao Núcleo de Pesquisas Zootécnicas do Planalto Central, do Instituto  de  Zootecnia  e  mantendo  a  função  de pesquisa com amoreira, bicho-da-seda e tecnologia da seda. Na mesma época, viabilizou-se um importante projeto    socioeconômico    para    o    município    de Gália e região, que foi o convênio SAA/Prefeitura Municipal  de  Gália,  SP  (nº  46.446/97,  assinado em  agosto  de  1997  e  oficializado  pelo  D.O.E.  de 26/03/1998).  Esse  acordo  teve  vigência  de  onze anos  (1998  a  2009),  possibilitando  a  integração entre o estado (EEZ/Gália-SAA) o poder público municipal  (Prefeitura  Municipal  de  Gália,  SP), empresas privadas e a comunidade produtiva, com a finalidade de produzir e fornecer ovos e lagartas do  bicho-da-seda  a  sericicultores  regionais,  bem como  desenvolver  pesquisas  em  sericicultura. Nesse  período,  mais  de  54  produtores  foram atendidos e mais de 60 sirgarias foram reativadas na região, gerando empregos diretos e indiretos nas áreas urbana e rural e a publicação de mais de 40 artigos  científicos,  abrangendo  especificamente  a atividade sericícola.
Em abril de 2001, no governo de Geraldo Alckmin, foi criada a Agência Paulista de Tecnologia dos Agronegócios – APTA, da   Secretaria   de   Agricultura   e   Abastecimento do  Estado  de  São  Paulo  (Lei  Complementar nº  895,  de  18/04/2001).  Em  janeiro  de  2002,  a APTA  é  reorganizada  (Decreto  nº  46.488,  de 08/01/2002),  com  a  criação  do  Departamento  de Descentralização  do  Desenvolvimento  (DDD) e  a  divisão  do  Estado  em  Polos  Regionais  de Desenvolvimento  Tecnológico  dos  Agronegócios (PRDTA).  A  Estação  Experimental  de  Zootecnia de  Gália  passou  a  ser  denominada  Unidade  de Pesquisa  e  Desenvolvimento  de  Gália,  vinculada ao PRDTA do Centro Oeste (atualmente, a unidade de pesquisa científica rural Agência Paulista de Tecnologia dos Agronegócios/APTA Regional de Gália) e mantendo as mesmas atribuições de pesquisa.
Em abril de 2016, o governador do estado de São Paulo Geraldo Alckmin (PSDB- SP) encaminhou para a ALESP, em    caráter de urgência, o projeto de lei 328/16, que prevê a venda, a princípio, de 16 áreas dos Institutos de Pesquisa para a iniciativa privada (shoppings, incorporadoras e aeroportos, por exemplo). A justificativa é  que,  com a arrecadação desse    dinheiro, o estado consiga o suficiente para poder reduzir impostos. O Projeto de Lei Nº 328 de 2016 pretende alienar imóveis pertencentes à Secretaria de Agricultura e Abastecimento do Estado de São Paulo sem audiência com a comunidade científica, enquanto o artigo 272 da Constituição Estadual/SP determina que o patrimônio físico, cultural e científico dos museus, institutos e centro de pesquisa são inalienáveis e intransferíveis sem prévia audiência da comunidade científica.
No dia 7 de junho de 2016, o Tribunal de Justiça de São Paulo expediu uma liminar barrando provisoriamente a alienação dos 79 imóveis do estado.
2.1 Unidade de Pesquisa e Desenvolvimento de Gália/SP (Instituto de Zootecnia):
Com um total de quase 68 hectares, a Unidade de Pesquisa e Desenvolvimento de Gália foi originalmente criada para o desenvolvimento de tecnologias na área de Sericicultura. Atualmente a proposta da Instituição é a execução de Programa de Pesquisa voltado à diversificação de atividades, com ênfase na Agricultura Familiar. Desenvolve estudos nas áreas de produção da amoreira (sericicultura, compostos fitoterápicos, forrageira animal), cana-de-açúcar forrageira, consórcio café/macadâmia, criação do bicho-da-seda, sistemas silvipastoris e ovinocultura. Hoje, a UPD/Gália possui seis projetos registrados, em andamento: Banco ativo de germoplasma (bag) de amoreira, Desenvolvimento de medicamento fitoterápico com folhas de Morus Alba (Moraceae) para tratamento do climatério; Etapas tecnológicas para incremento da produção de gado por meio de sistema silvipastoril; Aimentação animal com cana-de-açúcar do Programa Cana IAC na região de Gália; Alternativas para ampliação da renda da cafeicultura no Estado de São Paulo: Consórcio de cafeeiro Arábica e Nogueira Macadâmia.
3. Atualmente
Em 2013 o Produto Interno Bruto do município foi R$ 92.076,397 sendo: Serviços: 35.275,659; Agropecuária:
21.412,547; Indústria: 10.364,296; Administração e Serviços Públicos: 22.422,584 e Impostos: 2.601,311:
| Produto interno Bruto- Gália, 2013 | 92.076,397 |
| ---------------------------------- | ---------- |
| Serviços                           | 35.275,659 |
| Agropecuária                       | 21.412,547 |
| Indústria                          | 10.364,296 |
| Administração e Serviços Públicos  | 22.422,584 |
| Impostos                           | 2.601,311  |

Neste mesmo ano a distribuição das pessoas ocupadas por setor da economia ficou assim distribuída:
| Pessoas ocupadas por setor- Gália, 2013 |     |
| --------------------------------------- | --- |
| Agropecuária                            | 487 |
| Indústria                               | 485 |
| Serviços                                | 421 |
| Comércio                                | 184 |

Nota-se que Gália é uma cidade ainda muito dependente do setor primário da economia, qual seja, o setor agropecuário. A agropecuária é o setor com a segunda maior participação no PIB do município e o primeiro em ocupação da população economicamente ativa. O chamado setor terciário, o setor de serviços, embora siga a tendência do Brasil como tendo a maior participação no PIB, é apenas o penúltimo em geração de emprego. A indústria, embora tenha se desenvolvido sobremaneira nas vizinhas Garça e Marília, em Gália é apenas a terceira em participação no PIB ainda que seja e segunda em ocupação da mão-de-obra.

## Personalidades ilustres
- Adriano Garib
- Benedito Ruy Barbosa